# جرمن افرومویچ

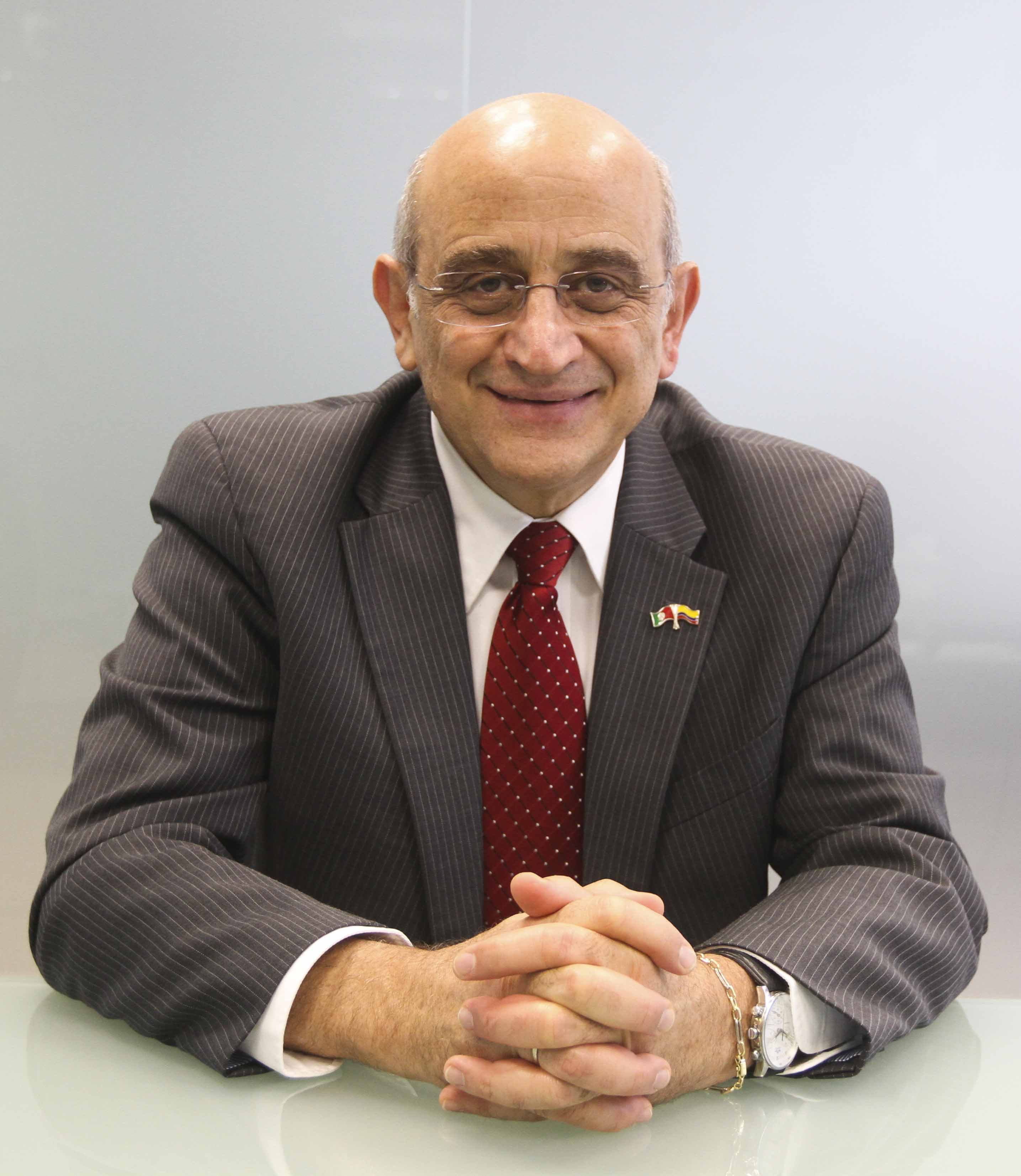
جرمن افرومویچ در نوامبر ۲۰۱۲

جرمن افرومویچ (به پرتغالی: Germán Efromovich) (زاده ۲۸ مارس ۱۹۵۰) کارآفرین بولیویایی متولد برزیل است، که تابعیت مضاعف کشورهای کلمبیا و لهستان را نیز دارا می‌باشد. وی در سال ۲۰۰۳ شرکت خوشه‌ای (چند صنعتی) سینرژی گروپ را بنیانگذاری کرد و هم‌اکنون از طریق این شرکت، مالکیت چندین خطوط هواپیمایی معتبر مستقر در آمریکای جنوبی را در اختیار دارد، که برای نمونه می‌توان به: اویانکا، اویانکا برزیل، اویانکا کاستاریکا، اویانکا نیکاراگوئه و اویانکا پرو اشاره نمود. دارایی وی ۱ میلیارد دلار برآورد شده‌است.
افرومویچ در حال حاضر به‌عنوان مدیر عامل اجرایی شرکت سینرژی گروپ فعالیت می‌کند. خانواده وی از یهودیان لهستانی بودند، که در خلال جنگ جهانی دوم، به آمریکای جنوبی مهاجرت نمودند.